# Essener Stadtmauer

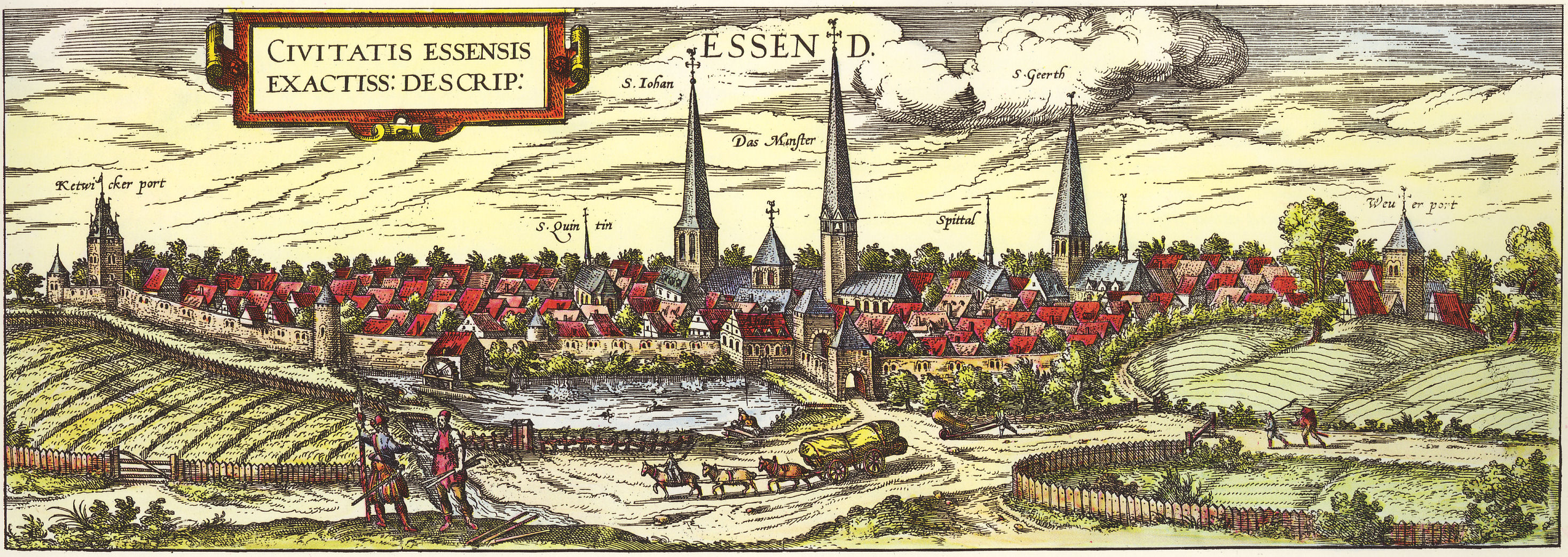
Nach einem Kupferstich aus dem Städtebuch von Georg Braun und Franz Hogenberg: Ansicht Essens aus östlicher Richtung zwischen 1572 und 1618; links das Kettwiger-, in der Mitte das Steeler- und rechts das Viehofer Stadttor

Die Essener Stadtmauer war ein Befestigungsbauwerk, das ab 1244 gebaut und deren letzte Reste bis zu Beginn des 20. Jahrhunderts niedergelegt wurden. In dieser Zeit lebten zwischen drei- und fünftausend Menschen in dem nierenförmigen Mauerring. Dabei umfasste er in etwa den heutigen Stadtkern der Stadt Essen.

## Geschichte
1244 beschlossen die Gemeinschaft der Ministerialen des Stiftes Essen und Vertreter der Bürgerschaft der Stadt Essen, mit Zustimmung der Äbtissin, des Konvents und des Vogtes, gemeinsam eine Stadtmauer zu errichten. Die Urkunde hierüber ist die erste, der das Essener Stadtsiegel angehängt wurde, denn der Ort Essen wandelte sich zur Bürgergemeinde mit Stadtrecht und Selbstverwaltung und grenzte sich nun von der agrarisch geprägten Umgebung ab.
Ab wann und wie die 1244 beschlossene, gewaltige Baumaßnahme der Mauer vonstattenging, ist nicht belegt. Die nächste Erwähnung findet sich mit der porta de Kettwich, dem Kettwiger Tor, erst wieder 1288. In einer Urkunde aus dem Jahr 1301 ist von innerhalb der Essener Mauern (infra muros Asnidensis) die Rede, was auf einen steinernen Maurerring hinweisen kann. Die einzig erhaltene Rechnung des Mauerbaus aus dem Mittelalter stammt aus dem Jahr 1347 und belegt den fortwährenden Bau an einem unbelegten Mauerabschnitt mit einem Baumeister und seinem Stellvertreter, zehn Arbeitern und weiteren Hilfskräften über 15 Wochen hinweg. Der Mauerbau war 1418 mit dem Bau des letzten der vier Stadttore, dem Limbecker Tor, beendet. Dabei lag die Ost-West-Ausdehnung des nierenförmigen städtischen Gebiets zwischen Steeler- und Limbecker Tor bei etwa 520 Metern, und deren Nord-Süd-Ausdehnung zwischen Viehofer- und Kettwiger Tor bei etwa 920 Metern. Diese vier Stadttore lagen jeweils genau in einer Himmelsrichtung, mindestens sechs zusätzliche Türme verstärkten die Mauer zwischen diesen Toren. Einer Stadtrechnung aus dem Jahr 1418 ist zu entnehmen, dass dem Bauleiter Johann Broechuse fünf bis sieben qualifizierte Handwerker und drei bis zehn einfache Arbeiter unterstellt waren. 580 hier aufgelistete Karren Sand und Steine entstammten wohl einem Steinbruch südlich des Kettwiger Tores, dort wo sich heute der Stadtgarten befindet. Des Weiteren werden 300 Karren Mauersteine erwähnt. Es wurden auch bereits Backsteine verbaut, jedoch bleibt unklar, wo. Kalk für die Herstellung von Mörtel wurde aus dem Gebiet Velbert und Wülfrath angeliefert.
Ein wichtiger Markt- und Handelsplatz für Waren aus den umliegenden Orten Steele, Werden und Kettwig befand sich in Essens Zentrum am Hellweg, der vom Steeler Tor zum Limbecker Tor in Ost-West-Richtung durch die ummauerte Stadt führte. Der Hellweg insgesamt führte von Duisburg in östlicher Richtung durch das heutige Ruhrgebiet bis nach Höxter. Karl der Große legte alle rund 50 Kilometer Stützpunkte in meist bereits bestehenden Siedlungen an, unter anderem den heutigen Städten Duisburg, Essen, Bochum, Dortmund, Unna und Werl. Diese lagen meist am Schnittpunkt einer für den Handel wichtigen Nord-Süd-Verbindung, in Essen der Strata Coloniensis, eine der fünf Altstraßen aus dem Frühmittelalter, die Köln mit dem Umland verbanden.
Innerhalb der Stadtmauer bildete das Frauenstift mit seinem Immunität bezeichneten Bereich eine eigens ummauerte Enklave. Die Marktkirche bekam eine besondere Bedeutung, als sie Mitte des 16. Jahrhunderts durch das gegen das katholische Stift aufsässige Bürgertum besetzt und hierdurch letztlich protestantisch wurde. Die Stadtmauer umschloss die Stadt bis zu Beginn des 19. Jahrhunderts.
Die teilweise 600 Jahre alte Essener Stadtmauer fiel zu dieser Zeit dem Beginn der Industrialisierung zum Opfer, da sie jetzt teilweise als Steinbruch für neue Gebäude und Pflasterarbeiten genutzt wurde. Die massiven Rundtürme sollten teils weitergenutzt werden.
Bei Bauarbeiten im Februar 2003 fand man an der Akazienallee große Mengen an Bruchsteinen und Bruchsteinmauern. Wahrscheinlich wurden im 19. Jahrhundert einige Häuser in dieser Straße aus Mauerresten gebaut. Sie stammen von Resten der Stadtmauer zwischen dem Kettwiger- und Steeler Tor, die noch bis in die 1930er und 1940er Jahre vorhanden waren. Man nutzte sie auch dann noch als Steinbruch für Pflasterarbeiten.
Da man entlang der niedergelegten Stadtmauer gern Alleen anlegte, kann man anhand der noch heute vorhandenen Straßennamen Akazien-, Linden- und Kastanienallee den Verlauf der Mauer grob nachvollziehen.

### Kettwiger Tor
Das Kettwiger Stadttor wurde als erstes der vier Tore 1288 urkundlich erwähnt und befand sich im südlichen Teil der Stadtmauer. Der Name hat nichts mit dem Ort Kettwig an der Ruhr, seit 1975 Stadtteil von Essen, zu tun. Kettwiger Tor und die heutige Einkaufsstraße Kettwiger Straße haben ihren Namen von der "Kettwiger Bauerschaft" oder "Kettwiger Nachbarschaft", dem Südteil der Essener Altstadt, der im Volksmund nach der Lage am Beginenkonvent "Im Ketvig" (alter Flurname) benannt wurde. Hier zeugt der Name des Gildehofcenters davon, dass sich Kaufleute und Handwerker Ende des 15. Jahrhunderts in Gilden organisierten. Die Gilde der Tuchhändler, so sagt es das Gildebuch, sei die bedeutendste gewesen.
Durch das Kettwiger Tor verlief die alte Handelsstraße Strata Coloniensis.
Man geht davon aus, dass das Kettwiger Tor von Beginn an in massiver Steinbauweise errichtet wurde. Unterschiedliche Stadtansichten aus dem 16. Jahrhundert zeigen übereinstimmend ein Haupttor mit gotischem, eckigem Turm und vorgelagertem Vortor, das von zwei kleinen Rundtürmen flankiert war. Eine spätere Ansicht um das Jahr 1680 zeigt einen einfacheren Hauptturm mit Satteldach. Die Niederlegung des Kettwiger Tores kann nicht eindeutig datiert werden. Man geht davon aus, dass es spätestens im Zuge des Abrisses des Mauerabschnittes zwischen Limbecker und Kettwiger Tor um 1820 gewesen sein muss.

### Steeler Tor

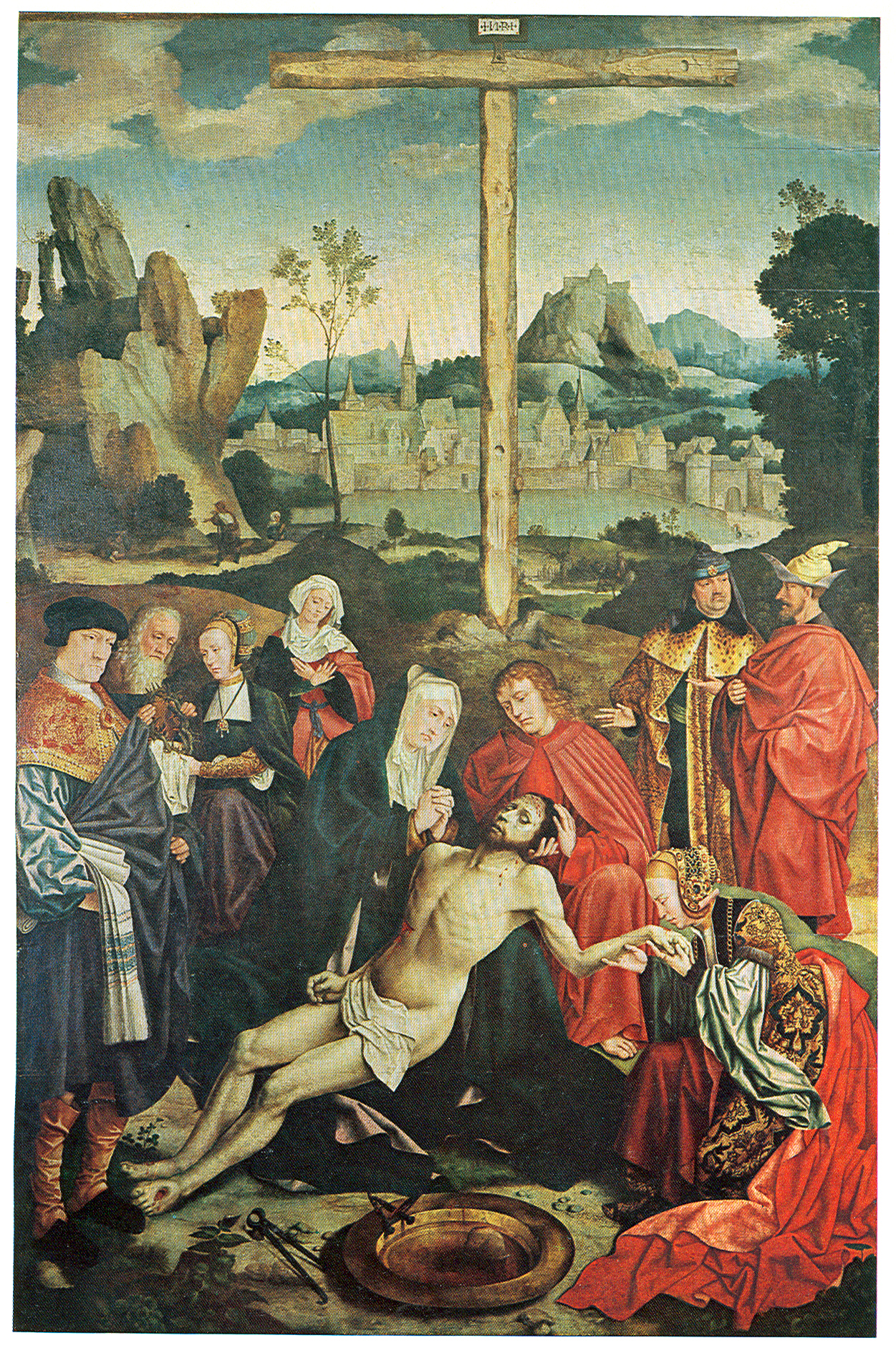
Älteste Darstellung des Steeler Tors auf dem Bild Kreuzabnahme von Barthel Bruyn aus den Jahren 1522/1525

Das Steeler Stadttor wird 1322 erstmals erwähnt und lag im östlichen Teil der Stadtmauer. Der Name verweist auf den Handelsweg nach Steele. Der Hellweg, ein bedeutender Fernhandelsweg des Mittelalters, führte direkt durch das Steeler Tor. Bis Anfang des 16. Jahrhunderts nannte man das Osttor nach einer kleinen Anhöhe porta Grintberghe. 1514 tritt der Name Stelsche Porten, nach der Handelsroute nach Steele, auf.
Die früheste bildliche Darstellung des Tores findet sich auf dem Bild Kreuzabnahme von Barthel Bruyn aus den Jahren 1522/1525, das auf dem Hochaltar der Essener Stiftkirche war, heute in der Johanniskirche. Auf dieser ist das Haupttor mit Turm durch lange Torwangen mit einem Vortor verbunden, welches an den Ecken Rundtürme besaß. Das östliche, wohl kleinste Viertel der Stadt benannte man nach dem Tor. Innerhalb der Stadt führte die Handelsstraße vom tief gelegenen Stadttor zum Marktplatz hinauf. Außerhalb der Stadtmauer grenzte südlich des Tores ein Teich, nördlich ein langer Graben an die Toranlage. 1823 wurde die gesamte Anlage auf Abbruch verkauft, was mit der Niederlegung des gesamten alten Mauerrings in der ersten Hälfte des 19. Jahrhunderts einherging.

### Viehofer Tor
Das nördliche Viehofer Tor, nach einem Viehhof benannt, wird erstmals 1315 erwähnt. Es handelt sich dabei um den einst im Nordosten der Innenstadt gelegenen Fronhof des Essener Frauenstiftes, welches dieses mit Fleisch- und Milchprodukten versorgte. Auf dem Areal des Viehhofes, der vermutlich schon zu Gründungszeiten des Stifts bestand, entstand eine zur Stadt gehörende Handwerker- und Händlersiedlung. Im Frühjahr 1995 wurden während Bauarbeiten archäologische Beobachtungen und Funde gemacht. Man entdeckte einen in Nord-Süd-Richtung verlaufenden Mauerzug an der Stelle, wo man die linke Torwange vermutet, die das Haupttor mit dem Vortor über einen Graben verband. Die Mauerreste waren etwa 1,5 Meter hoch erhalten, wobei man auch tierische Knochen und Scherben aus dem 14. und 15. Jahrhundert fand. Die Fundstelle wurde wieder zugeschüttet und liegt heute geschützt unter dem Straßenpflaster. Über das Aussehen des Viehofer Stadttores gibt es nur wenig aussagekräftige Ansichten, die frühestens aus dem 16. Jahrhundert stammen und den Turm des Haupttores auf nahezu quadratischem Grundriss zeigen. Man geht aber, wie bei den anderen Stadttoren, von einer Anlage mit durch Wangen über einen Graben verbundenem Haupt- und Vortor aus.

### Limbecker Tor
Das Limbecker Stadttor war das westliche der vier Stadttore und wurde 1323 als porta Lindenbeke und Lyndenbeker Tor erstmals erwähnt. Benannt ist es nach der Limbecke, einem der westlichen Stadtmauer vorgelagerten Bach, der teilweise den Stadtgraben speiste sowie 1457 das Wasserrad des Hammerwerks eines Harnischmachers und ab 1465 eine Lohmühle am aufgestauten Mühlteich antrieb. Der Name dieses nicht mehr existierenden Baches wiederum stammt von Lindenbecke (Becke für Bach). Da er eine zu geringe Fließgeschwindigkeit hatte, um ein Mühlrad antreiben zu können, wurde bereits vor dem 12. Jahrhundert ein Mühlteich aufgestaut.
Das Limbecker Tor seinerseits war namensgebend für das dahinterliegende, damals bevölkerungsreichste Stadtviertel. Es sind keine bildlichen Darstellungen des Limbecker Tores bekannt, da die seit dem 16. Jahrhundert überlieferten Stadtansichten grundsätzlich nur einen Blick von Osten auf die Stadt bieten. Anhand schriftlicher Überlieferungen ist aber wahrscheinlich, dass es sich, wie bei den anderen drei Stadttoren, um ein durch Wangen verbundenes Haupt- und Vortor handelte. Das Vortor wurde, anhand einer Stadtrechnung dokumentiert, 1418 errichtet. Es bildete damit den letzten Bauabschnitt der Essener Stadtmauer. Durch das Limbecker Tor führte, vom zentralen Marktplatz her kommend, die Limbecker Straße als Teil der wichtigen Handelsroute, des Hellwegs. So wurden am Limbecker Tor durch Torwächter Zölle erhoben. Funde aus dem Jahr 2006 belegen, dass es bereits im 11. Jahrhundert einen befestigten Weg gab, der vermutlich später zum Bau des Limbecker Tores an dieser Stelle beitrug. Das Geländeniveau des heutigen Limbecker Platzes liegt deutlich über dem des ehemaligen Stadttores. So belegen es archäologische Beobachtungen. Das Vortor des Limbecker Tores ist vermutlich um 1800 niedergelegt worden, da es in der Karte des Geometers Honigmann aus dem Jahr 1803 nicht mehr eingetragen ist. Die Niederlegung des Haupttors folgte in der ersten Hälfte des 19. Jahrhunderts. Vor dem Tor stand eine Windmühle, die Ende der 1880er Jahre der Erweiterung der Krupp-Gussstahlfabrik weichen musste.
Beim Bau des Einkaufszentrum wurde im Jahr 2006 das Fundament der linken inneren Torwange des Vortores freigelegt, das aus Bruchsteinen aus Ruhrsandstein besteht. Es maß etwa eine Breite von 1,6 Meter bei einer Höhe von 1,5 Metern. Am 27. Mai 2008 sind die noch vorhandenen Reste im Boden als Bodendenkmal in die Denkmalliste der Stadt Essen eingetragen worden.

### Heckingsturm

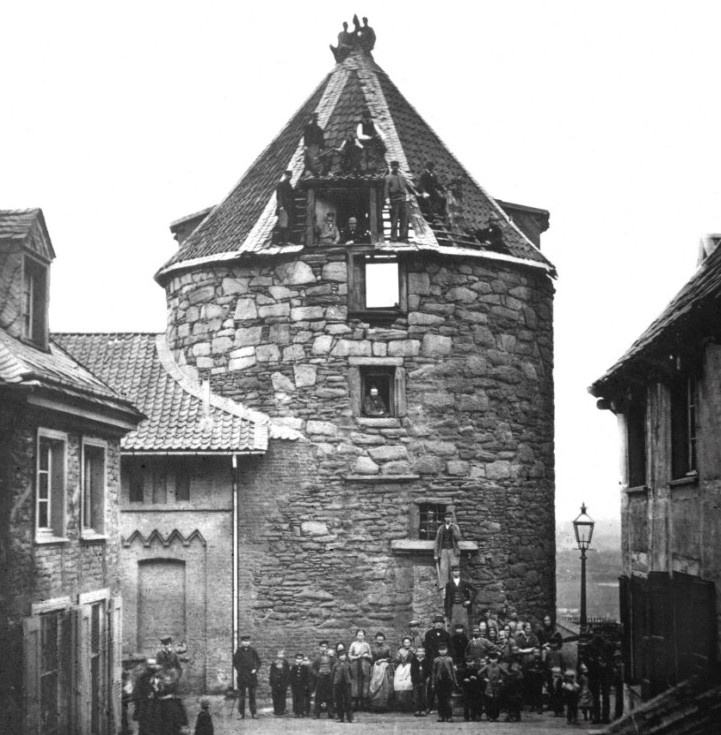
Der Heckingsturm 1861, letzter erhaltener Teil der Stadtmauer, vier Jahre vor seinem Abriss 1865

Als letzter Bestandteil der Essener Stadtmauer wurde der Heckingsturm 1865 abgerissen. Er war einer von mindestens sechs Rundtürmen, die die Stadtmauer zwischen ihren vier Toren sicher machen sollten. An der Kreuzung Kastanienallee/Turmstraße wurde im Herbst 1995 eine 2 mal 6 Meter große Fläche ausgehoben. Man wollte die Erhaltung und genaue Lage des Heckingturmes nach altem Kartenmaterial erkunden. In den ersten vier Metern Tiefe, in denen es sich um moderne Aufschüttungen handelte, fand man hauptsächlich Keramik aus dem 18. und 19. Jahrhundert. Erst darunter kamen die Schieferplatten der Abdeckung des Turms sowie Ziegel und Sandsteinblöcke zum Vorschein. Unter der Aufschüttung, in etwa viereinhalb Metern Tiefe, entdeckte man etwa in Nord-Süd-Richtung verlaufend die rund 60 Zentimeter hoch erhaltenen Überreste einer stark verformten Mauer aus Sandsteinen und Mörtel. Man vermutet, hier auf die nordöstliche Kante des Turmfundamentes gestoßen zu sein. Anhand alter Aufzeichnungen kann man in etwa die Maße des Heckingturmes ermitteln; seine Höhe betrug rund 19 Meter bei einem Durchmesser von etwa 7,3 Metern. Sollten weitere Turmfundamente erhalten sein, liegen sie sicher unter der genannten Straßenkreuzung.

### Turm am Dunkhaus
Der Turm am Dunkhaus, auch Ackener Turm genannt, war Teil der südöstlichen Stadtmauer an der heutigen Akazienallee zwischen Kettwiger- und Steeler Tor. 1314 bildete sich, nahezu angrenzend auf einer abteilichen Hofstätte, einer von sechs Beghinenkonventen, in denen sich stiftische Bauernfamilien mit frommen Frauen des städtischen Bürgertums zusammentaten. Im Konvent am Dunkhaus verdienten sich die nach dem christlichen Armuts- und Keuschheitsideal lebenden Beghinen, die keinem Orden angehörten, ihren Lebensunterhalt hauptsächlich durch das Weben, denn Dunk bezeichnet eine in den Boden vertiefte Webstube. Bei Ausgrabungen im Jahr 2003 wurden Mauerreste des Konvents entdeckt, die in die Zeit des 11. bis 13. Jahrhunderts datiert wurden.
Der Turm am Dunkhaus sollte nach der Niederlegung der Stadtmauer weiter genutzt werden und als Gefängnis dienen. Die Säkularisation, bei der 1803 das Stift Essen sein Ende fand, tastete den Besitz der Beghinen nicht an. Nur der Konvent am Dunkhaus wurde zum Militärlazarett, so dass deren Bewohner in den Konvent am Zwölfling umzogen. Später wurde das Konventsgebäude bis etwa 1845 als Armenhaus genutzt und gegen Ende des 19. Jahrhunderts abgerissen.